# Josef Krempl (Politiker)
Josef Krempl (* 1. März 1886 in Schwandorf; † 11. März 1971 ebenda) war ein deutscher Zeitungsredakteur und Politiker der BVP und der CSU.

## Leben und Beruf
Krempl besuchte zunächst die Volksschule in Schwandorf, später das Gymnasium in Regensburg und Vallendar, danach studierte er in Limburg an der Lahn Philosophie und hielt sich zum Erlernen der Sprachen in Frankreich und Italien auf. 1910 wurde er als Redakteur bei der Schwandorfer Volkszeitung angestellt. Während des Ersten Weltkriegs war er als Dolmetscher tätig. 1918 gründete er das Freikorps Hilger-Bayerwald. Um dem nationalsozialistischen Regime entgegenzutreten, gründete Krempl 1926 eine neue Zeitung: Der Nabtal-Bote, bei dem er später zum Schriftleiter aufstieg. 1933 floh er zweimal nach Italien, danach folgten weitere Schikanen durch das Regime, erst 1937 zog er sich aus seiner Tätigkeit als Redakteur zurück. Ab 1943 nahm er als Soldat am Zweiten Weltkrieg teil und wurde beim Heer und an der Flak eingesetzt.

## Politik
Politisch betätigte sich Krempl zunächst in der BVP. Ab 1912 gehörte er dem Gemeindekollegium, ab 1919 dem Stadtrat von Schwandorf an. 1923 kandidierte er für den Reichstag. Nach dem Krieg schloss er sich der CSU an und wurde deren Fraktionsvorsitzender im Stadtrat. Wenig später wurde er zum dritten Bürgermeister von Schwandorf ernannt und leitete in dieser Funktion den Wiederaufbau der vom Krieg stark zerstörten Stadt.
1946 wurde Krempl in die Verfassunggebende Landesversammlung berufen. Im selben Jahr erfolgte seine Wahl in den Bayerischen Landtag, dem er eine Wahlperiode lang bis 1950 angehörte.

## Ehrungen
1966 wurde ihm durch Papst Paul VI. das päpstliche Ehrenkreuz verliehen.